# Peter Mangs
Johan Peter Mangs (* 4. März 1972 in Älmhult) ist ein schwedischer Mörder, der aus rassistischen Motiven zwischen 2003 und 2010 mehrere Mordanschläge in Malmö, der schwedischen Großstadt mit dem höchsten Einwandereranteil, verübte.  2012 wurde er des zweifachen Mordes und des vierfachen Mordversuchs angeklagt und für schuldig befunden, 2013 wurde er schließlich für zwei Morde und acht Mordversuche zu einer lebenslangen Freiheitsstrafe verurteilt.

## Taten
Rund ein Jahr verbreitete Mangs durch seine Anschläge Angst und Schrecken vor allem unter Einwanderern, bis er gefasst wurde. Im Herbst 2009 schoss er zum ersten Mal mit einem großkalibrigen Gewehr auf Migranten in Malmö.
Im Oktober 2009 feuerte er auf ein Auto, in dem eine 20-jährige Schwedin mit einem dunkelhäutigen Begleiter saß. Die Frau kam ums Leben, der Mann wurde schwer verletzt. Bei etwa 14 weiteren Überfällen schlug er aus dem Hinterhalt zu. Mangs ging mit einer militärischen Schutzweste durch die Stadt, bestückt mit Waffe und Patronen. Er schoss von hinten auf Menschen, als sie an Bushaltestellen warteten. Bei weiteren Anschlägen zielte er in Wohnungen und Geschäfte, durch deren Fenster Einwanderer zu sehen waren. Er schoss mit einer halbautomatischen Pistole fast immer in abendlicher Dunkelheit, in den meisten Fällen von hinten auf Männer oder Frauen mit dunkler Hautfarbe.
Anschläge:
- 10. Oktober 2009: Die 20-jährige Trez West Persson wird in ihrem Auto in der Nähe des Västra Skrävlinge Kyrkoväg, nahe einer Moschee in Malmö erschossen. Ihr 21 Jahre alter dunkelhäutiger Freund wird schwer verletzt.
- 23. Oktober 2009: Mehrere Schüsse werden auf eine Wohnung in der Hyacintgatan abgegeben.
- 31. Dezember 2009: Schüsse auf die Moschee in der Jägersrovägen. Niemand wird direkt getroffen, jedoch wird ein Imam durch Glassplitter verletzt.
- 25. Januar 2010: Einem 17-jährigen Jungen wird in die Brust geschossen und einem 36-jährigen Mann ins Bein. Der Anschlag ereignet sich vor einem Laden in der Rasmusgatan. Die Polizei vermutet, dass der 17-Jährige das Ziel war und der ältere Mann versehentlich getroffen wurde.
- 12. März 2010: Ein Haus im Hårds väg wird beschossen, vermutliches Ziel ist der inzwischen 22-Jährige, der schon am 10. Oktober das Ziel war.
- 21. Oktober 2010: Durch ein Küchenfenster wird in eine Wohnung geschossen. Eine 26-jährige Frau wird in den Rücken und eine 34-Jährige in die Hand getroffen.

## Ermittlungen und Festnahme

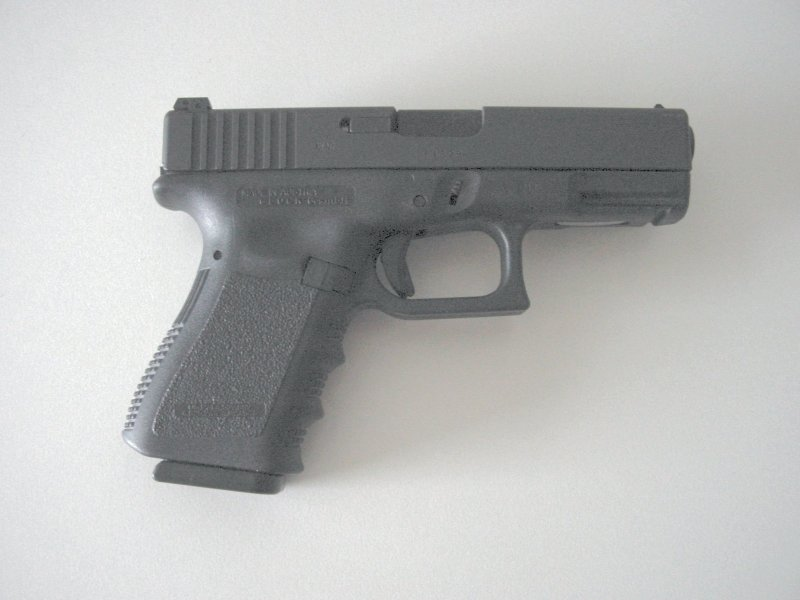
Vermutliche Tatwaffe Glock 19.

Zunächst konnte die Polizei kein Motiv ermitteln, da die Opfer in keiner Verbindung zueinander standen.  1991 und 1992 hatte der als „Lasermann“ bekanntgewordene Schwede John Ausonius in ähnlicher Weise mit seinem Gewehr sowie einem Laser-Zielfernrohr Jagd auf Einwanderer gemacht. Er beging dabei einen Mord und wurde nach seiner Festnahme zu lebenslanger Haft verurteilt.
Nach den Anschlägen im Oktober 2010 konnten Zeugen erstmals brauchbare Angaben über den flüchtenden Täter machen. In Malmö erstellte die Kripo ein Täterprofil. Ermittelt wurde unter anderem in rechtsextremen Kreisen.
Eine Spezialeinheit der Polizei (Nationella insatsstyrkan) nahm Mangs in seiner Wohnung im Malmöer Stadtzentrum im November 2010 fest. In seiner Wohnung fand die Polizei Waffen, unter anderem eine Glock 19 und eine weitere Schusswaffe, von der mindestens eine Waffe laut „Expressen“ bei den Anschlägen eine Rolle gespielt haben soll. Er leistete bei der Festnahme keine Gegenwehr. Zum Zeitpunkt seiner Festnahme hatte Mangs nach Angaben der Ermittler bereits weitere Anschläge geplant.
Die Polizei vernahm zahlreiche Zeugen und wertete E-Mail- und Telefonverzeichnisse sowie technische Beweise aus. Sie fand in der Wohnung Mangs den Schlüssel zu der Wohnung, in der einer der Morde geschah.

## Verfahren
Im Mai 2012 begann das Verfahren gegen Mangs. In einer zunächst öffentlichen Anhörung beantragte die Anwältin Mangs seine Freilassung. Nach fünf Minuten wurde die Anhörung hinter verschlossenen Türen fortgesetzt. Polizei und Staatsanwaltschaft äußern sich bei der Haftbeantragung nur knapp zu dem Fall. Die Ermittlungen zur Anschlagsserie dauern zu diesem Zeitpunkt an. Zunächst war unklar, ob Mangs die Taten allein und aus rassistischen Motiven beging.
Am 23. Oktober 2012 befand ein schwedisches Gericht Mangs des zweifachen Mordes und des vierfachen Mordversuches für schuldig. Vor Gericht bestritt Mangs alle Vorwürfe. Die Staatsanwaltschaft brachte jedoch zahlreiche Beweise und Zeugenaussagen vor, die ihn schwer belasteten. Die Taten von Peter Mangs seien durch extreme Brutalität und ein absolutes Fehlen jeglicher Empathie für andere Menschen charakterisiert, erklärte die Anklagevertretung vor Gericht. Gegen ihn wurde im November 2012 eine lebenslange Freiheitsstrafe verhängt.

## Hintergrund
Mangs betrachtet sich selbst nicht als Rassist. Daniel Poohl, Chefredakteur der antirassistischen schwedischen Zeitschrift Expo wies im Deutschlandradio aber darauf hin, dass Mangs aussagte, er sei bereits als Kind mit Menschen mit Migrationshintergrund in Konflikt geraten. Mangs abonnierte die Zeitschrift National heute, die von den rechtspopulistischen Sverigedemokraterna gegründet wurde, er hat in Internetforen über Einwanderung und die Macht der Juden geschrieben. Mangs sei laut Poohl stark antisemitisch eingestellt.
Nach seiner Verhaftung beschrieben Nachbarn Mangs als „stillen Einzelgänger“. Nach Aussage seines Anwalts, komponierte Mangs und schrieb Bücher in der Haft.

## Öffentliche Wirkung
Der Fall von Peter Mangs erregte in Schweden großes Aufsehen, weil Mangs über sieben Jahre unerkannt bleiben konnte. Viele Menschen in Schweden zweifelten an der Zuverlässigkeit und Kompetenz der Polizei. Der norwegische Massenmörder Anders Behring Breivik pries Mangs als Helden und Widerstandskämpfer gegen „Überfremdung“ und „Islamisierung“.